# Астрахань (локомотивное депо)
Эксплуатационное локомотивное депо Астрахань расположено в городе Астрахань на железнодорожной станции Астрахань II. Депо относится к Астраханскому региону Приволжской железной дороги, обслуживает грузовое и пассажирское движение. В депо приписаны локомотивы серии ЧМЭ3, 2ТЭ25КМ, 2ТЭ116, 2ТЭ116У.

## История депо
Депо было создано при постройке линии Красный Кут — Астрахань Рязано-Уральской железной дороги в 1909 году.

## Тяговые плечи
Основные тяговые плечи депо — обслуживание грузовых составов на маршрутах Астрахань — Ершов, Астрахань — Волгоград, Астрахань — Саратов.

## Подвижной состав
Основой подвижного состава являются ЧМЭ3, 2ТЭ25КМ, 2ТЭ116, 2ТЭ116У. В депо проходят техосмотр тепловозы 2ТЭ116У и 2ТЭ25КМ, приписанные к депо Максим Горький и Ершов, тепловозы ТЭП70, приписанные к депо Волгоград и Саратов, после прибытия или перед отправлением с пассажирским поездом, отправляющимся или прибывающим из/в Астрахань.